# سونه آلوکو
اوماتسون فولارین «سونه» آلوکو (انگلیسی: Omatsone Folarin "Sone" Aluko؛ زادهٔ ۱۹ فوریهٔ ۱۹۸۹) بازیکن فوتبال اهل نیجریه است.
از باشگاه‌هایی که در آن بازی کرده‌است می‌توان به بیرمنگام سیتی، آبردین، بلکپول، رنجرز، هال سیتی، فولام، ردینگ و بیجینگ رن اشاره کرد.
وی همچنین در تیم ملی فوتبال نیجریه بازی کرده‌است.